# Pendule de torsion
Pour les articles homonymes, voir Torsion (homonymie).

Schéma d'un pendule de torsion.

En physique, un pendule de torsion est un dispositif constitué d'une barre horizontale, fixée à un support par l'intermédiaire d'un fil de torsion. Ce fil d'acier exerce un couple de rappel, proportionnel à l'angle de torsion qu'on lui impose :
{\displaystyle \Gamma =-C\theta \,}.
Sur la barre, on peut positionner deux masselottes de façon symétrique, afin de modifier le moment d'inertie.

## Modèle sans frottements
Si on lâche le dispositif en l'ayant écarté — dans un plan horizontal — de sa position d'équilibre, celui-ci oscille dans ce plan. Dans des approximations acceptables, la période est indépendante de l’amplitude : on parle d'oscillations isochrones. On peut la calculer à partir de la formule ci-dessous :
{\displaystyle T=2\pi {\sqrt {\frac {J}{C}}}}
où J désigne le moment d'inertie de la barre munie des masselottes.
Cette relation simplifiée provient de l'équation différentielle du mouvement, établie à partir du théorème du moment cinétique ou de la conservation de l'énergie mécanique, lorsqu'on considère les frottements négligeables.
Si θ représente l'angle de torsion du fil, on a :
{\displaystyle J{\frac {d^{2}\theta }{dt^{2}}}+C\theta =0}
Le pendule de torsion est idéalement un oscillateur harmonique.

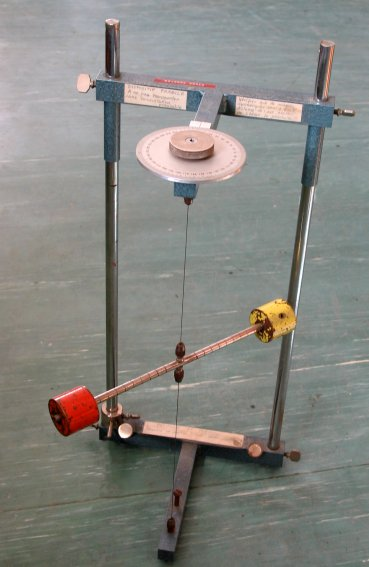
Photographie d'un pendule de torsion

## Modèle avec frottements
Si l'on veut tenir compte de la perturbation apportée par les frottements, par exemple exercés par l'air, on peut par exemple utiliser un modèle visqueux à faible vitesse, tel que le couple exercé s'oppose à la vitesse :
{\displaystyle -f{\frac {d\theta }{dt}}}
L'équation du mouvement s'écrit alors :
{\displaystyle J{\frac {d^{2}\theta }{dt^{2}}}+f{\frac {d\theta }{dt}}+C\theta =0}
Ici, les oscillations sont amorties : on parle d'oscillations pseudo-périodiques.